# لطاخة بابانيكولاو
لطاخة بابانيكولاو أو لطاخة عنق الرحم (بالإنجليزية: Pap test)‏، هو فحص طبي لعنق الرحم لاكتشاف سرطان عنق الرحم بعد أو قبل حدوثه، وعند اكتشاف أي شذوذ في طبيعة الأنسجة يتم إجراء اختبارات أخرى أكثر حساسية. يرجع اختراعه إلى العالمين أوريل بابز و‌جورجيوس بابانيكولاو؛ الذي سمي باسمه.
تُجرى لطاخة بابانيكولاو عن طريق فتح عنق الرحم باستخدام منظار عنق الرحم، وجمع خلايا من منطقة الاستحالة وفحصها تحت المجهر. يهدف الاختبار إلى اكتشاف خلل التنسج العنقي الناتج عن الإصابة بفيروس الورم الحليمي البشري؛ فيروس الدي أن إيه المنتقل جنسيًّا، وهو اختبار فعال للكشف عن سرطان عنق الرحم وما يسبقه من تغيرات، كما يمكن أن يكشف عن الالتهابات والشذوذات الحادثة في بطانة الرحم وعنق الرحم، لكنه لم يُصمم لهذا الهدف.
في الولايات المتحدة الأمريكية يوصى بإجراء اختبار لطاخة بابانيكولاو من سن 21 حتى 65 عامًا، بينما لا توصي دول أخرى بإجرائه من قبل الإناث غير النشطات جنسيًّا. توصي التوجيهات الطبية بإجراء الاختبار بشكل دوريٍّ كل ثلاث إلى خمس سنوات، وعند اكتشاف أي شذوذ ينبغي إجراؤه بعد ستة إلى اثني عشر شهرًا، وعند الحاجة إلى فحص أكثر دقة، يُجرى عن طريق منظار المهبل، وقد يتم توجيه المريضة لإجراء اختبار الحمض النووي للفيروس الحليمي البشري، واختبارات الدلالات الحيوية كاختبارات مساعدة لاختبار لطاخة بابا نيكولاو.

## الاستخدامات الطبية
تختلف التوجيهات الطبية الخاصة بفحص عنق الرحم من دولة إلى أخرى، وبشكل عام يبدأ في عمر 20 إلى 25 عامًا ويستمر حتى 50-60 عامًا، ويوصى بإجرائه كل ثلاث إلى خمس سنوات طالما كانت النتائج طبيعية. ويجب أن تنتظر السيدة بضع سنوات بعد أول علاقة جنسية قبل إجراء اختبار اللطاخة، ولا ينبغي إجراؤه قبل سن 21 عامًا. وتوصي الجمعية الأمريكية لأطباء النساء والتوليد بإجرائه بداية من عمر ال21 عامًا؛ فهو سن أغلب الأمريكيات بعد بضع سنوات من تاريخ أول اتصال جنسي لهن، بينما تنتظر دول أخرى حتى سن 25 عامًا كبعض أجزاء بريطانيا العظمى. كما توصي الجمعية الأمريكية لأطباء النساء والتوليد بإجراء فحص سنوي شامل لكل امراة بداية من عام 30 حتى 65 عامًا.
يستغرق الجهاز المناعي عامًا في المتوسط وقد تصل حتى أربعة أعوام للقضاء على العدوى، ويظهر هذا التفاعل المناعي وعمليات الترميم التالية له عند إجراء الفحص خلال هذه الفترة كشذوذات طفيفة لا تعني بالضرورة الإصابة بالسرطان لكنها تستلزم إجراء اختبارات وفحوص أخرى، وقد تتطلب علاجًا. يستغرق سرطان عنق الرحم وقتًا ليتكون؛ وبالتالي فإن تأخير البدء في فحص عنق الرحم لبضع سنوات لا يعني تفويت فرصة كبيرة لاكتشاف الآفات السابقة للتسرطن؛ وعلى سبيل المثال فإن إجراء الفحص لنساء أقل من 25 عامًا لايؤدي إلى انخفاض معدلات الإصابة بسرطان عنق الرحم في النساء أقل من 30 عامًا. وفي بريطانيا العظمى يوصى بإجراء الفحص كل ثلاث سنوات لدى السيدات الأقل من خمسين عامًا، وكل خمس سنوات لدى السيدات الأكبر سنًا.
كما يوصى بالإقلاع عن إجراء الاختبار في سن 65 عامًا إذا كانت نتائج الاختبارات الثلاثة الأخيرة سلبية؛ إذ لا جدوى من إجرائه عندئذٍ، تبعًا لتوصيات جمعية السرطان الأمريكية والكلية الأمريكية لأطباء النساء والتوليد وفرقة الخدمات الوقائية الأمريكية، أما هيئة الخدمات الصحية الوطنية بالمملكة المتحدة فتوصي بإيقافه عند سن 64. ولا حاجة لإجراء اختبار اللطاخة بعد جراحة استئصال الرحم الكاملة بسبب إصابة بأمراض حميدة، بينما يوصى بإجرائه حتى بعد تلقي لقاح فيروس الورم الحليمي البشري؛ إذا لا يوفر اللقاح مناعة ضد جميع أنواع الفيروس، وقد تكون الإصابة سابقة لتلقي اللقاح.
ويوصى بالإقلاع عن إجراء الفحص لمن لديهن تاريخ إصابة بسرطان بطانة الرحم؛ فالفحوصات لا تعطي مؤشرات لرجوع المرض، لكنها قد تعطي نتائج إيجابية زائفة؛ مما قد يؤدي إلى إجراء فحوصات لا جدوى منها.

### الفعالية
يمكن لاختبار لطاخة بابانيكولاو أن يقلل الوفيات الناجمة عن سرطان عنق الرحم بنسبة تصل إلى 80% إذا اقترن ببرنامج منتظم من الفحص والمتابعة الجيدة، لكن هناك عدة أسباب تعوق الوقاية من سرطان عنق الرحم عن طريق اختبار اللطاخة كعدم إجرائه بانتظام، وعدم المتابعة عند اكتشاف نتائج غير طبيعية أو أخطاء أخذ العينات أو تفسيرها.
في الولايات المتحدة الأمريكية أكثر من نصف حالات الإصابة بسرطانات عنق الرحم الغازية تظهر لدى الإناث اللاتي لم يقمن بإجراء اختبار لطاخة بابانيكولاو مطلقًا، و10% إلى 20% أخرى تصيب اللواتي لم يقمن بإجراء الاختبار خلال الخمس سنوات السابقة للإصابة، وربع حالات سرطان عنق الرحم تصيب نساء لم يقمن بالمتابعة الجيدة بعد اكتشاف شذوذات لديهن عند إجراء اختبار اللطاخة.
لكن الدراسات تشير إلى أن اختبار اللطاخة لا يقي من السرطانة الغدية لعنق الرحم؛ ففي المملكة المتحدة حيث يوجد برنامج منظم لفحوصات عنق الرحم تمثل السرطانة الغدية 15% من حالات سرطان عنق الرحم. وتتفاوت التقديرات الخاصة بفعالية اختبار لطاخة بابانيكولاو في المملكة المتحدة اختلافًا كبيرًا، لكن الدراسات تشير إلى أن الاختبار يمنع 700 حالة وفاة في العام تقريبًا
يبلغ عدد سكان المملكة المتحدة 61 مليون نسمة، وعدد السيدات اللواتي يجرين فحص اللطاخة 15-20 مليون على أكثر تقدير، مع تجاهل نسبة الإناث تحت سن 20 عامًا والسيدات فوق 65 عامًا؛ وبالتالي فإن اختبار لطاخة بابانيكولاو ينقذ حياة واحدة من كل 20000 سيدة بفرض أن 15 مليون سيدة تجري الاختبار سنويًّا.

### النتائج
أغلب النتائج طبيعية عند فحص العامة أو الفئة ذات الاختطار المنخفض.
في الولايات المتحدة الأمريكية تكتشف 2-3 مليون نتيجة غير طبيعية سنويًّا، وبعد استخدام المستحضرات السائلة كوسط للاختبار، ارتفع معدل النتائج الإيجابية؛ فقد ارتفع وسيط معدل الآفات الحرشفية منخفضة الدرجة داخل الطبقة الظهارية داخل الطبقة الظهارية إلى 2.9% مقارنة ب 2.1% عام 2003، أما معدلات الآفات الحرشفية مرتفعة الدرجة داخل الطبقة الظهارية (وسيط 0.5%) والآفات الحرشفية اللانمطية فلم ترتفع كثيرًا.
تُصنف النتائج غير الطبيعية لفحص لطاخة بابانيكولاو حسب نظام بيثيسدا كالتالي:
- خلايا حرشفية شاذة:
  - الخلايا الحرشفية الشاذة التي ليست لها دلالة محددة (والمشار إليها اختصارًا باسم ASC-US).
  - خلايا حرشفية غير نموذجية لا يمكنها نفي الآفة الحرشفية داخل البشرة مرتفعة الدرجة (المعروفة اختصارًا باسم HSIL) (ويشار إلى تلك الخلايا باسم ASC-H).
  - آفة حرشفية منخفضة الدرجة داخل الطبقة الظهارية (المعروفة اختصارًا باسم LGSIL أو LSIL).
  - آفة حرشفية مرتفعة الدرجة داخل الطبقة الظهارية (المعروفة اختصارًا باسم HGSIL أو HSIL).
  - سرطان الخلية الحرشفية.
- خلايا غدية شاذة:
  - خلايا غدية شاذة غير محددة بطريقة أو بأخرى (والمعروفة اختصارًا باسم AGC-NOS).

وقد يكتشف فحص اللطاخة شذوذات الطبقة المبطنة لعنق الرحم والرحم ذاته، بالإضافة إلى الالتهابات الحادثة نتيجة إصابة بالالمبيضة البيضاء أو فيروس الهربس البسيط أوالمشعرات، لكنه غير حساس تجاهها؛ وبالتالي فإنه لا ينفي العدوى.

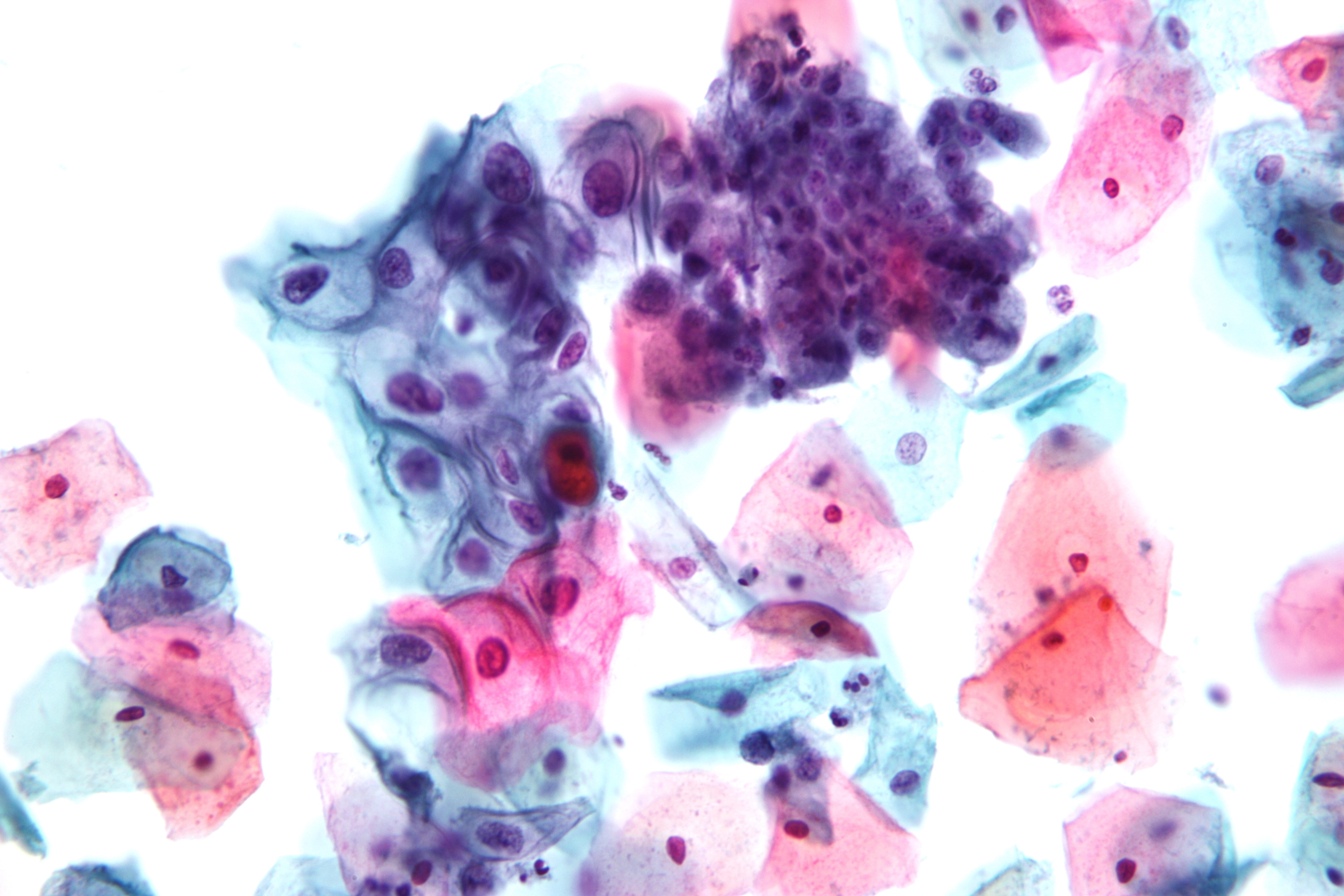
صورة مجهرية لاختبار لطاخة بابانيكولاو يظهر آفة حرشفية منخفضة الدرجة داخل الطبقة الظهارية (صبغة بابانيكولاو).
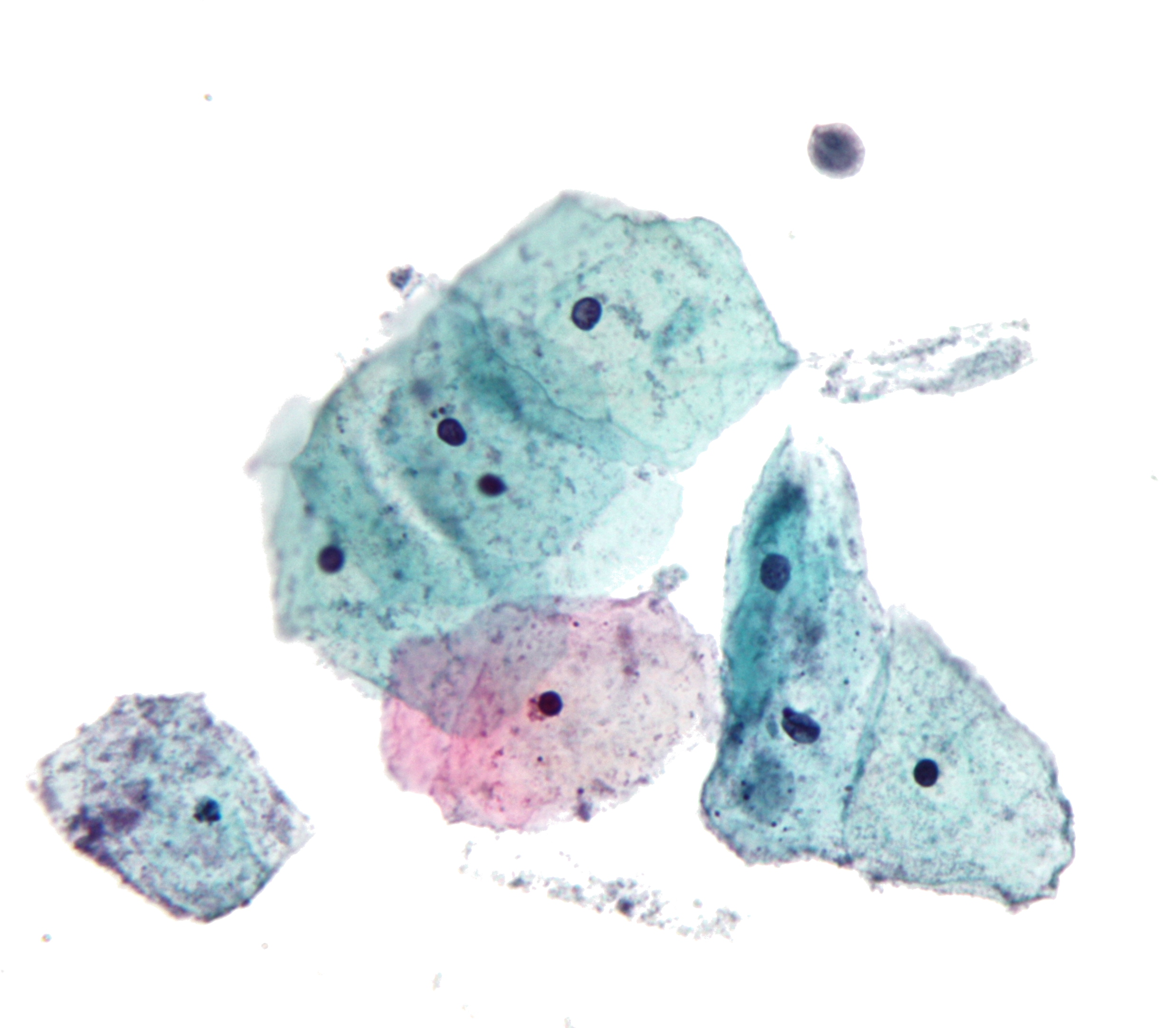
صورة مجهرية لاختبار اللطاخة يظهر التهابات بالمشعرات في أعلى يمين الصورة.
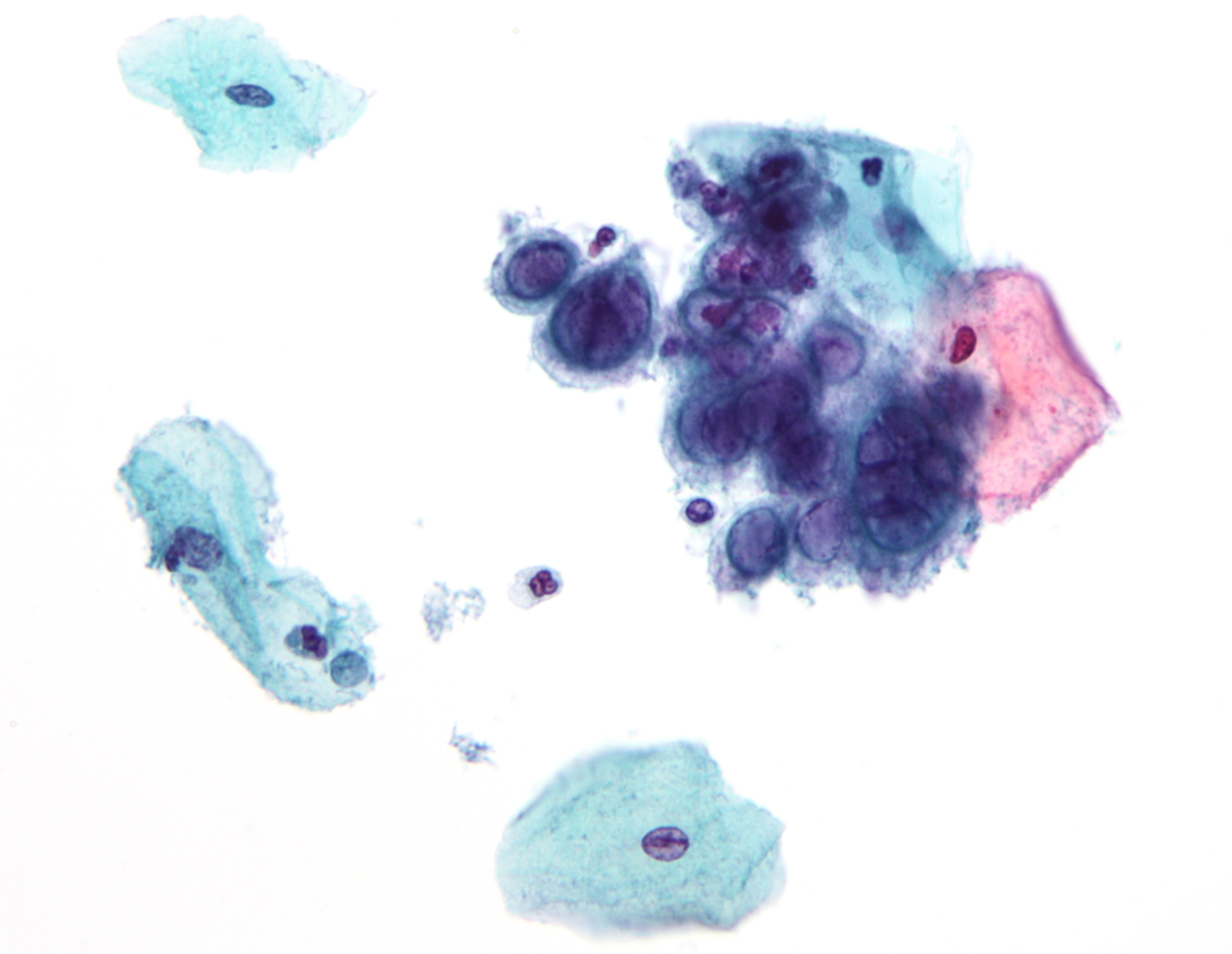
صورة مجهرية لاختبار لطاخة يظهر التغيرات الحادثة نتيجة الإصابة بفيروس الهربس البسيط.
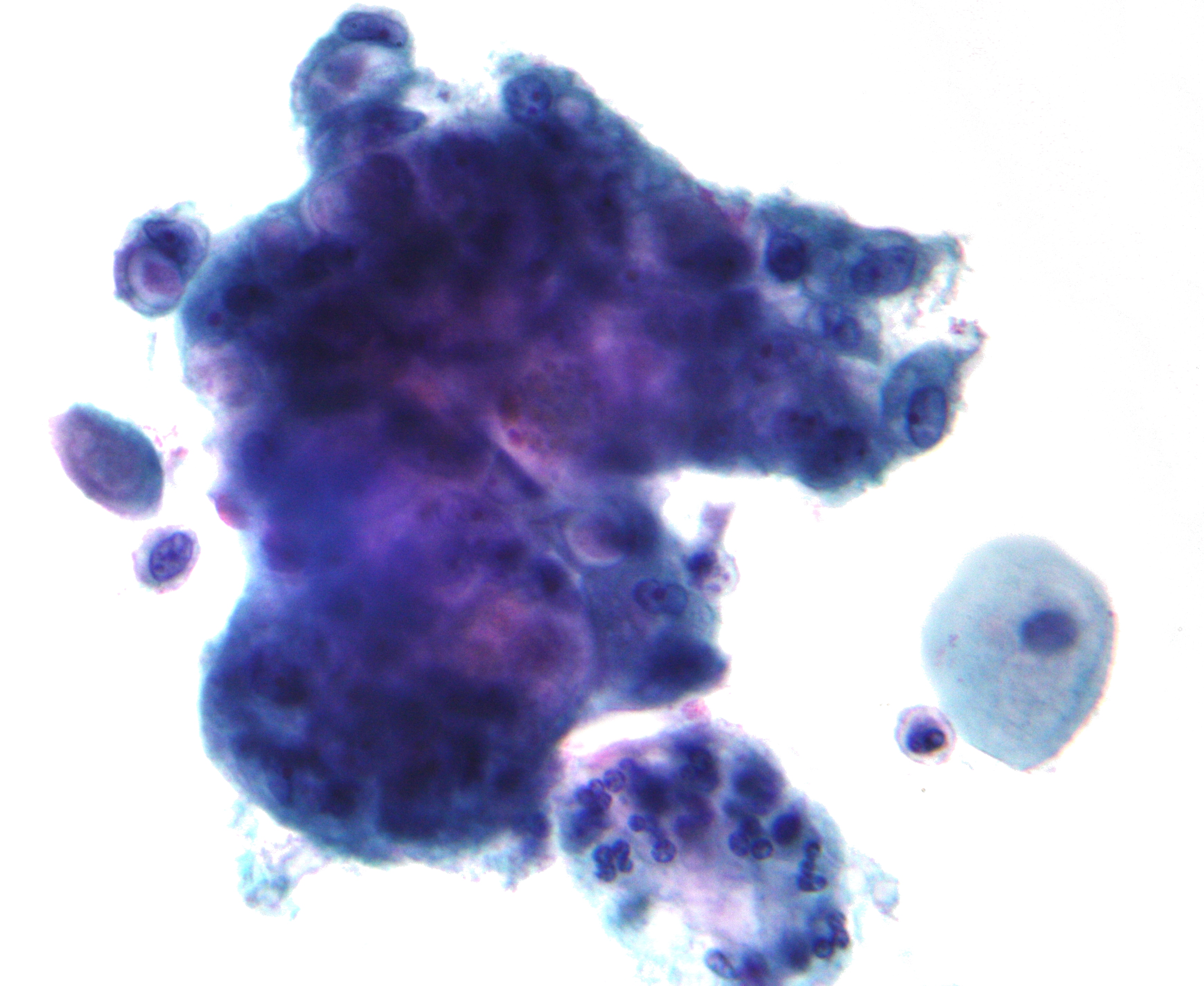
سرطانة غدية ببطانة عنق الرحم.
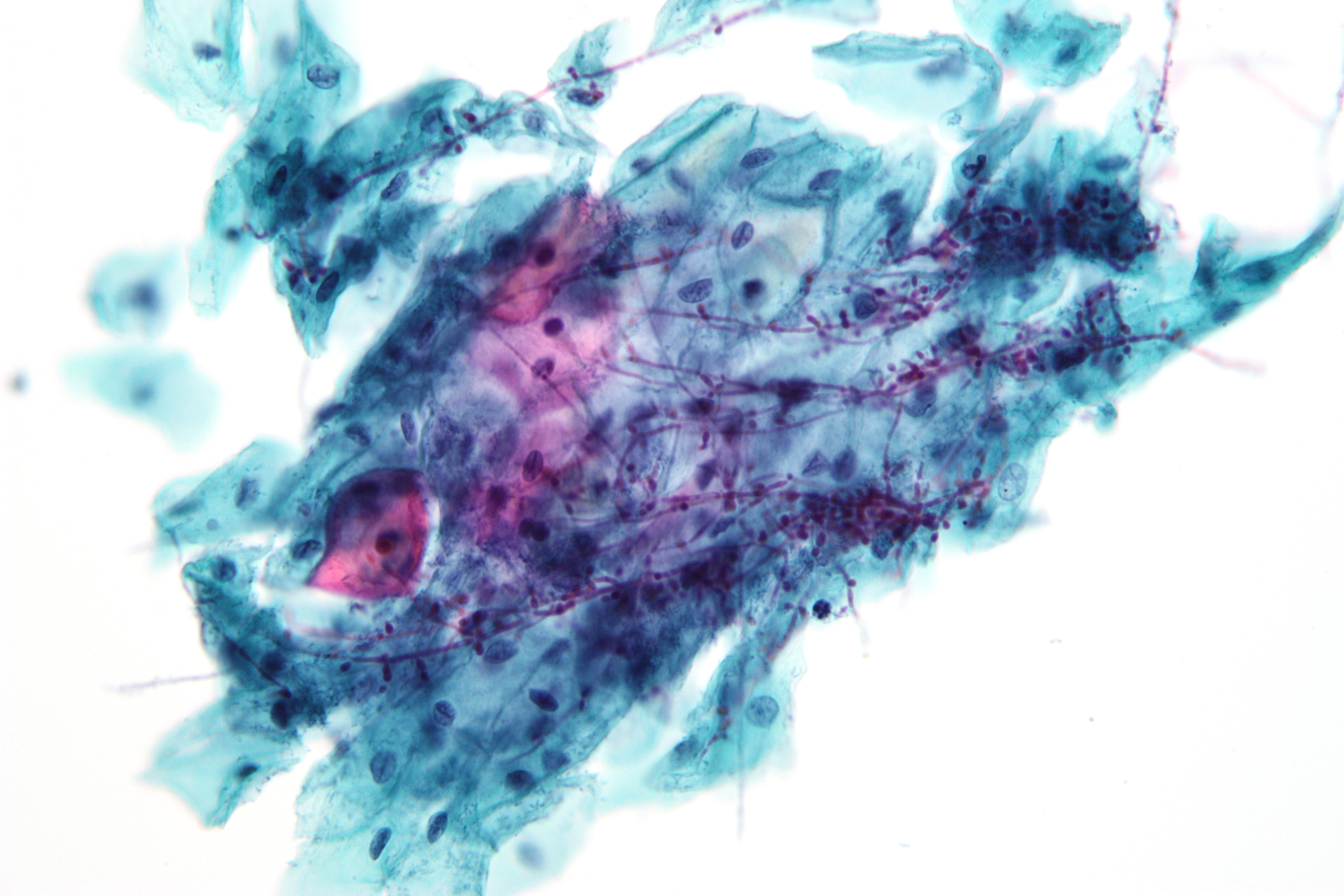
اختبار لطاخة بابانيكولاو يظهر إصابة بفطر المبيضة بيضاء.
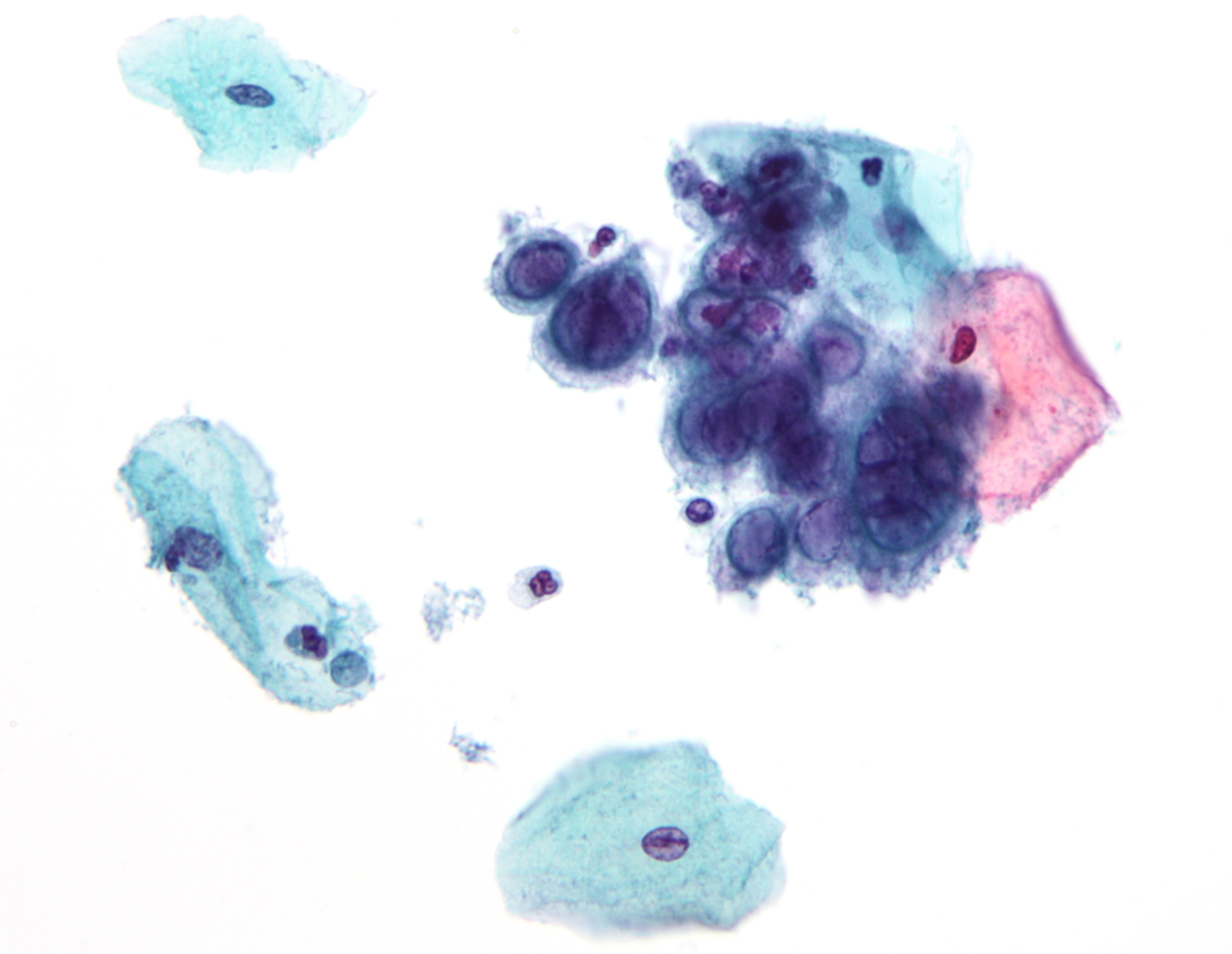
اعتلال خلوي فيروسي ناتج عن إصابة يفيروس الهربس البسيط.
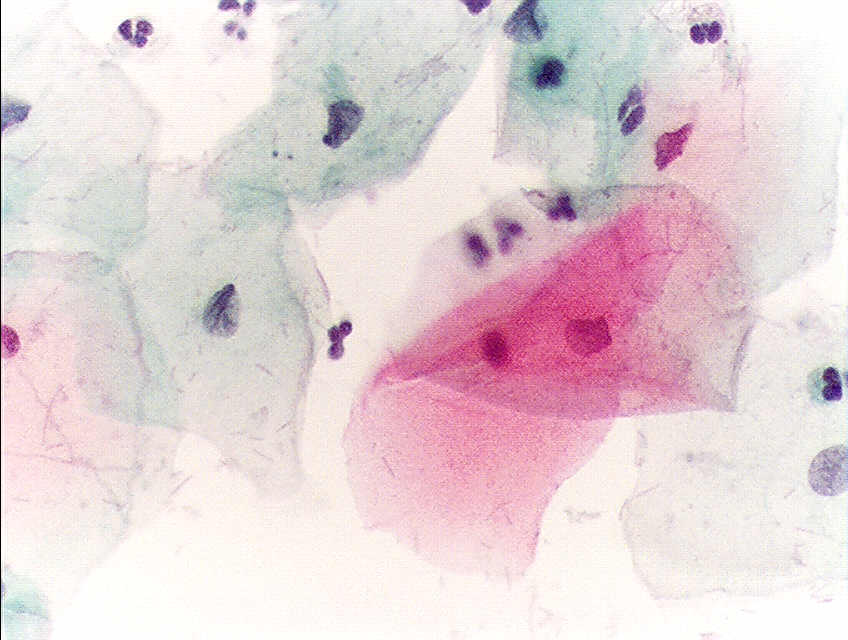
خلايا حرشفية ظهارية طبيعية لدى امرأة قبل انقطاع الطمث.
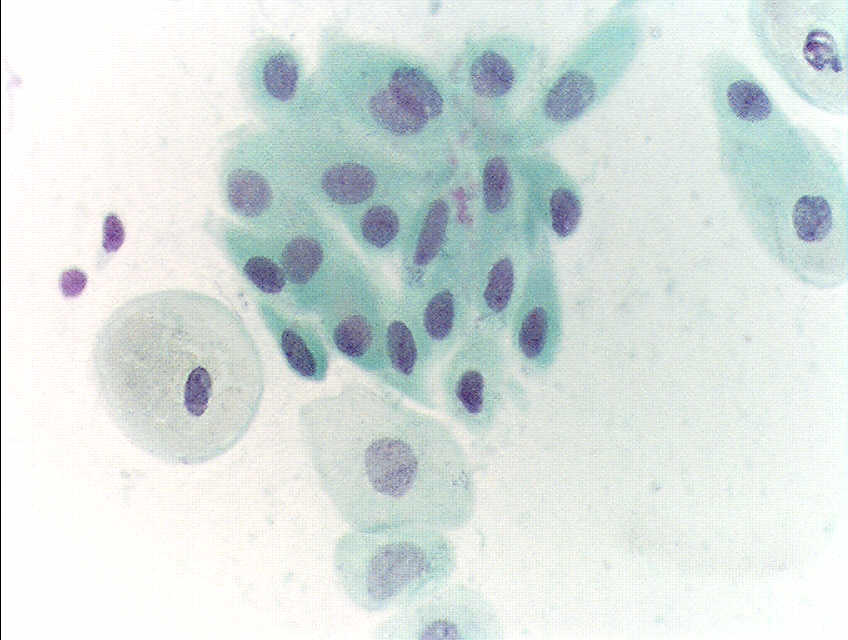
خلايا حرشفية ضامرة لدى امرأة بعد انقطاع الطمث.
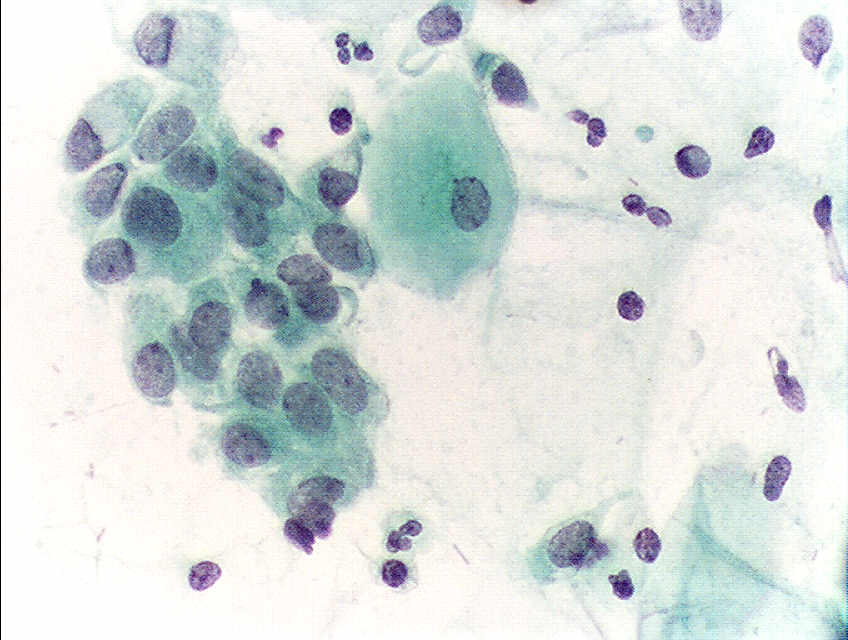
خلايا طبيعية ببطانة عنق الرحم، لا بد من وجودها في الشريحة للتأكد من جودة العينة.
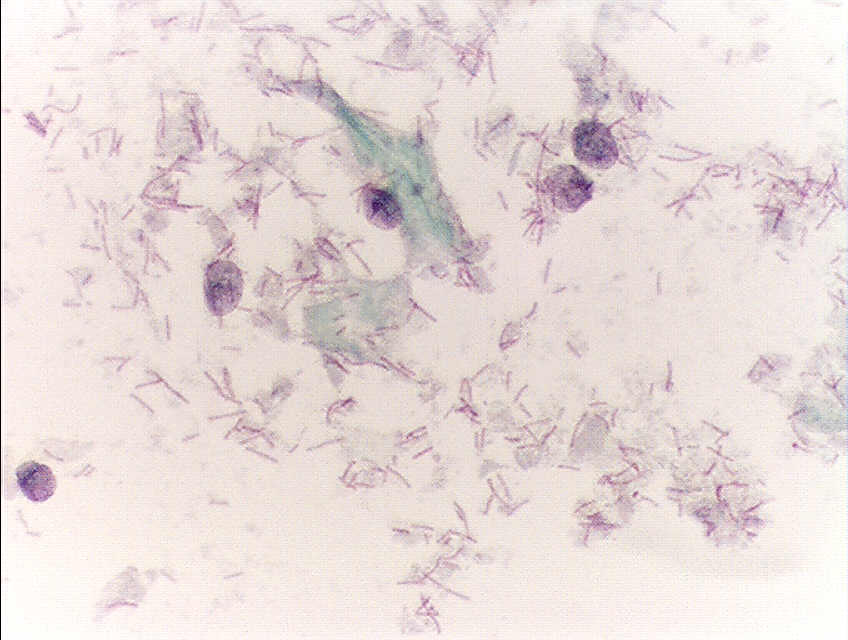
تسرُّب سيتوبلازم الخلايا الحرشفية الظهارية لعنق الرحم، وظهور خلايا النبيت المهبلي.
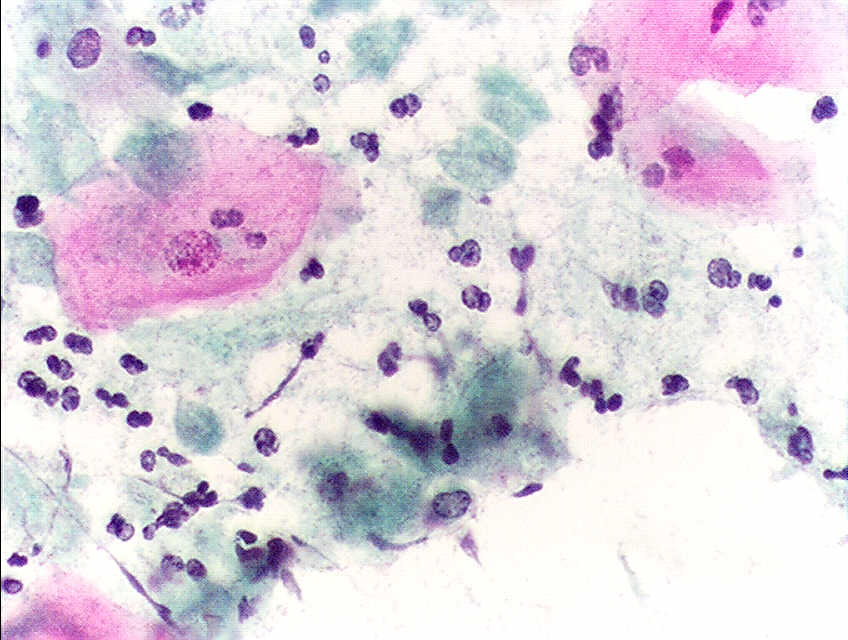
إصابة بالمشعرات المهبلية.
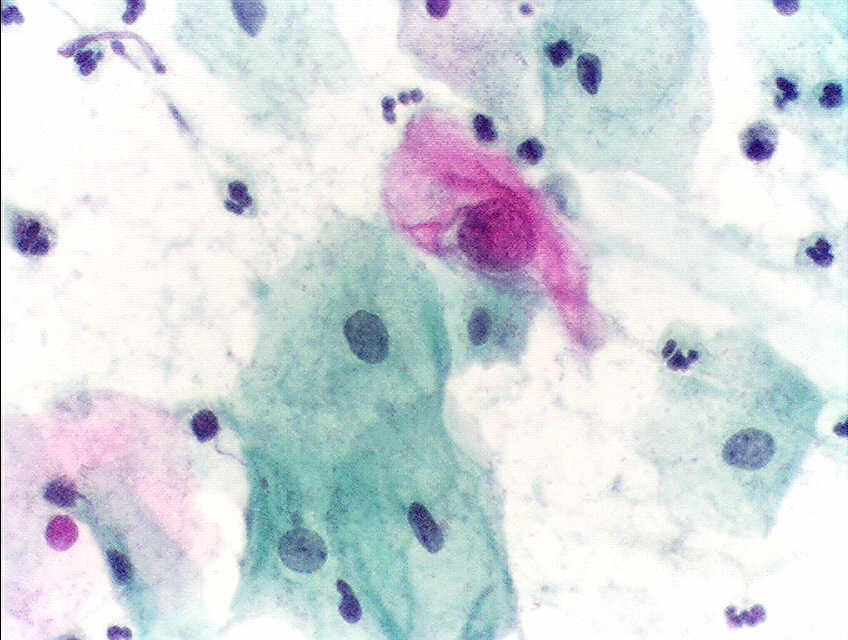
خلية غير طبيعية واضحة.

### الحمل
يمكن إجراء اختبار اللطاخة حتى 24 عامًا من العمر الحملي، ولا يرفع اختبار بابانيكولاو من معدلات الإجهاض التلقائي، وغالبًا ما يُظهر اختبار بابانيكولاو أثناء الحمل التهابات لكن ذلك لا يعني بالضرورة حدوث ولادة مبكرة.
يفضل انتظار 12 شهرًا بعد الولادة قبل إجراء اختبار بابانيكولاو؛ لأن التهابات عنق الرحم الناتجة عن الولادة قد تعطي نتائج زائفة.

## الإجراء

رسم للرحم وعنق الرحم

على الرغم من إمكانية إجراء اختبار لطاخة بابا نيكولاو أثناء الحيض لا سيما إذا استُخدم السائل كوسط للاختبار؛ إلا أنه لا يفضل إجراء اختبار اللطاخة أثناء الحيض؛ لأنها أكثر فترة يكون فيها عنق الرحم ملتهبًا خلال الدورة الشهرية، كما أن الخلايا الإضافية قد تحجب خلايا عنق الرحم، وبخاصة إذا كان الحيض غزيرًا.
لا يسبب اختبار اللطاخة ألمًا إلا إذا كانت المرأة تعاني من مشكلة لم يتم علاجها كتشنج المهبل أو ضيق عنق الرحم، أو إذا كان الطبيب قاسيًا بعض الشيء أو يستخدم منظارًا ذا حجم غير مناسب.
لكن من الطبيعي أن يسبب قليلًا من الضيق أو عدم الراحة لعدة أسباب منها امتلاء عنق الرحم بمستقبلات الألم، وضرورة أن تكون الفرشاة التي تجمع الخلايا خشنة أو قاسية بعض الشيء حتى تتمكن من جمع الخلايا وفصلها عن الأنسجة المحيطة، لكنه يتم بسرعة، كما أن هناك بعض الإجراءات التي من شأنها أن تقلل الشعور بالألم؛ كاستخدام منظار صغير الحجم ومخدر موضعي كالليدوكايين، وتدفئة الأدوات المستخدمة والاستعانة بالمزلقات، إلى جانب الممارسة الجيدة.
قد تعاني بعض السيدات من سقوط بعض نقاط الدم أو الإسهال البسيط بعد الاختبار؛ وسبب التنقيط هو كشط أنسجة الرحم، أما الإسهال فيكون بسبب تحفيز الجزء السفلي من الأمعاء أثناء إجراء الاختبار.
يعتقد بعض مقدمي الرعاية الصحية بأن الماء المعقم وحده كافٍ أثناء استخدام منظار عنق الرحم ولا حاجة للمزلقات، وهذا من شأنه أن يُشعر المرأة بعدم الراحة. وقد أثبتت العديد من الدراسات أن استخدام المزلق ذي القاعدة المائية لا يحجب أو يشوه مسحة الاختبار، ولا يتعارض مع النتائج.
يقوم الطبيب بإدخال منظار عنق الرحم إلى المهبل لتوسيعه والتمكن من الوصول إلى عنق الرحم ثم يقوم بأخذ عينة من الفتحة الخارجية لعنق الرحم باستخدام ملوق أيليسبري ثم وضعها على شريحة زجاجية ليتم فحصها في المعمل.

## التاريخ
مخترع اختبار لطاخة بابانيكولاو هو الطبيب الأمريكي البارز جورجيوس بابانيكولاو الذي بدأ أبحاثه عام 1923، وسمي الاختبار باسمه، كما حقق أوريل بابز اكتشافات مشابهة في رومانيا عام 1927، لكن طريقته كانت مختلفة عن طريقة بابانيكولاو.
رُشِّح جورجيوس بابانيكولاو لنيل جائزة نوبل عدة مرات، وفي كل مرة تم رفضه؛ إذ فوضت لجنة الجائزة التحقيق في اكتشافات بابانيكولاو لسانتيسون قسم الأمراض في معهد ستوكهولم للسرطان الذي توصل بدوره إلى اكتشافات بابز ولاحظ عدم إشارة بابانيكولاو إليها وأبلغ اللجنة بذلك؛ فرفضت اللجنة منح الجائزة لبابانيكولاو.

## وصلات خارجية
- MedlinePlus: Cervical Cancer Prevention/Screening — from مدلاين بلس
- NHS Cervical Screening Programme — from the UK's هيئة الخدمات الصحية الوطنية (المملكة المتحدة)